# The Good Life (пісня Three Days Grace)
«The Good Life» (англ. Гарне життя) — другий сингл третього студійного альбому канадського рок-гурту Three Days Grace — «Life Starts Now». В США пісня вийшла 9 лютого 2010.

## Список пісень
Промо-сингл
1. "The Good Life" - 2:52

## Чарти
| Чарт (2010)                                   | Місце |
| --------------------------------------------- | ----- |
| U.S. Billboard Bubbling Under Hot 100 Singles | 1     |
| U.S. Billboard Mainstream Rock                | 1     |
| U.S. Billboard Rock Songs                     | 1     |
| U.S. Billboard Alternative Songs              | 4     |
| Canada (Canadian Hot 100)                     | 52    |
| Canada (Canadian Rock Songs)                  | 3     |

## Продажі
| Регіон     | Сертифікація (таблиця продажів та сертифікатів) |
| ---------- | ----------------------------------------------- |
| США (RIAA) | Платина (+1,000 000 копій)                      |